# Niji
"Niji" (虹, Arco-íris) é o oitavo single da banda japonesa L'Arc~en~Ciel, lançado em 17 de outubro de 1997 e incluído no álbum Heart. Atingiu a 3ª posição na Oricon Singles Chart e permaneceu na parada por 25 semanas. Foi o primeiro single após a saída de Sakura e o primeiro com Yukihiro como baterista de apoio (ele só seria oficializado em 1 de janeiro de 1998). A música foi usada como tema de abertura do filme Rurouni Kenshin: Ishin Shishi e no Requiem, fazendo dos músicos os primeiros a tocarem mais de uma vez temas da franquia. "Niji" foi relançado em 30 de agosto de 2006.

## Legado
O grupo de R&B norte-americano TLC regravou a música em inglês com o título de "Rainbow", para o álbum de tributo L'Arc~en~Ciel Tribute de 2012. A banda de heavy metal Show-Ya gravou uma versão da música para o álbum de covers Glamorous Show ~ Japanese Legendary Rock Covers.

## Faixas
Todas as letras escritas por Hyde. 
| N.º            | Título                 | Música         | Duração |  |
| 1.             | "Niji" (虹)            | Ken            | 5:07    |  |
| 2.             | "The Ghost in My Room" | Hyde           | 4:58    |  |
| Duração total: | Duração total:         | Duração total: | 10:05   |  |

## Ficha técnica
- Hyde – vocais
- Ken – guitarra
- Tetsu – baixo
- Yukihiro – bateria suporte

## Desempenho
| Parada (1997) | Melhor posição |
| ------------- | -------------- |
| Oricon        | #3             |